# Juan R. Escudero
Juan R. Escudero è un comune del Messico, situato nello stato di Guerrero.
Conta 22.805 abitanti (2010) e ha una estensione di 652,6 km².
Il nome della municipalità ricorda il capo operaio Juan R. Escudero, mentre il capoluogo si chiama Tierra Colorada, perché si trova in un'area di terreni montuosi rossi